# Jacobus Acontius
Jacobus Acontius i latinsk, eller Giacomo Aconcio i italiensk namnform, född 7 september 1492, död omkring 1566 i Trient, var en italiensk humanist, jurist och teolog, påverkad av reformationen. Han var högt uppskattad inom protestantiska kretsar i sin samtid och kom att få stort inflytande på tankar och skrifter kring religiös tolerans under 1500- och 1600-talet. Acontius föll sedan i glömska men återupptäcktes i början av 1900-talet, då Karl Müller i Tyskland påvisade hans betydelse som förkämpe för toleransens idéer i Europa.

## Verk och läror
Acontius var som tidens vetenskapsmannatyp universellt inriktad. Om hans yttre levnadförhållanden vet man inte mycket. Då den påvliga inkvisitionen upprättades 1540 var Acontius tvungen att fly från Italien. Han förde en irrande tillvaro i skilda länder och vistades en tid i Basel och utgav där 1558 sin första kända skrift, De methodo, ett elegant och klart hävdande av vetenskaplig metod. Han fortsatte till Zürich och Strassburg och vistades slutligen, åtminstone 1561–1565, i London, där han anslöt sig till den evangeliska främlingsförsamlingen.  Här påverkades han av Sebastian Francks och döparnas spiritualism och vände sig, liksom Miguel Serveto, Sebastian Castellio och andra romanska humanister-protestanter, särskilt mot intoleransen även inom protestantismen. Men han nådde långt över dem alla i betydelse. Sina tankar skrev han ner i boken Stratagemata Satanæ ("Satans krigslist"; både latinsk och fransk edition, Basel, 1565), som först i början av 1900-talet blev mer återuppmärksammad, men som visat sig vara en mycket inflytelserik bok. Han framställde där som en satans krigslist att människor genom konfessionalism splittras i kyrkor och sekter, som sinsemellan bekämpar varandra, ofta i fråga om småsaker i förhållande till de avgörande grundsatserna i bibeln som manar till gemenskap och fördragsamhet. Han ansåg dock att endast protestantiska samfund kunde förverkliga ett toleransprogram, då Rom var bundet i sitt krav på andlig supremati. Med Acontius stod två olika kyrkosystem och kristendomsuppfattningar klart utkristalliserade mot varandra: tvångskyrkosystemet och religionsfrihetssystemet, den dogmatiska och den historiska synen på kristendomen.
Acontius stod närmast Luther och såg i honom den som åter ställt evangeliet i centrum. Han behöll den grundläggande lutherska läran om rättfärdiggörelsen. Men han vände sig mot det både för katolicismen och gammalprotestantismen gemensamma tvångskyrkosystemet: kyrkan som institution och en given lärokomplex som nödvändig för saligheten. Acontius gjorde den för framtiden så viktiga skillnaden mellan det väsentliga och det oväsentliga i kristendomen. Det väsentliga, de få grundläggande och eviga sanningarna, är alla av praktisk natur och rör omedelbart frälsningen. Kristendomens utanverk är dogmerna, mänskliga försök till tolkning av bibeln, uttryck för subjektiv visshet. Han beskrev det som Satans list, att han ingett de kristna uppfattningen av dessa olika dogmer, skiljoläror som objektiva sanningar, nödvändiga för frälsningen, och så hetsat kyrka och sekter till blodiga förföljelser mot varandra. Den evangeliska reformationen har också släpat med sådant, som enbart är mänskligt påhitt och gjort det till Guds ord. Dess uppgift var därför att åter bringa en rätt insikt om kristendomens väsen och dogmernas historiska karaktär och relativitet och att därmed ta bort all tvångsmakt i trossaker. Sanningen kan bestå blott genom övertygelse- och yttrandefrihet. Trostyranniet kan emellertid ej uppryckas med rötterna, förrän man gör slut på teologernas herravälde i kyrkorna och återinför det allmänna prästadömet. Den sönderbrutna kristenheten (Acontius är väl den förste, som resolut talar om olika kyrkor) skall då åter närma sig idealet om en enhet därigenom, att varje grupp inser att den blott har en del av sanningen och att alla strävar mot samma mål.

## Inflytande på andra tänkare
Acontius bok kom på Tridentkonciliets index, varigenom boken och de där framförda tankarna fick stor spridning och inflytande. Socinianismen lånade direkt från honom åtskillnaden mellan väsentliga och oväsentliga läror. I Grevskapet Holland infördes Acontius av Coornheert. Han påverkade Coolhaes, Arminius, Grotius (som ibland ordagrant skriver av från honom), Wtenbogaert (som genom Acontius fick sina ögon öppnade för "toleranspolitiken") med flera och hela den holländska kalvinska religionsutvecklingen på 1600-talet; åtminstone sex holländska upplagor under 1600-talet av hans bok (översatt 1611) har vid senaste undersökningar påträffats. Bland annat torde den kända satsen in necessariis unitatem, in non necessariis libertatem, in utrisque charitatem ytterst gå tillbaka på honom (först känd hos rektorn i Augsburg Peter Meiderlin omkring 1626). Från Holland påverkade hans tankar inte enbart Tyskland (Arndt, Calixtus och i sinom tid både pietism, exempelvis Arnold, och upplysning; en tysk översättning kom ut 1647), utan också Polen (Johann Amos Comenius) och Sverige. Johannes Matthiæ, som hade studerat i Holland och betydde mycket för Gustav II Adolfs och Karl X Gustavs tolerans, citerar direkt Acontius. Sitt största inflytande fick dock Acontius i England under de första Stuartarnas tid. Från Holland fick puritanen Amesius kännedom om hans bok och prisade honom (1610) som en av sin riktnings stora andar. Den lärde Casaubon skrev 1612 i Jakob I:s namn nästan ordagrant av tankar från Acontius. 1631 utgavs Acontius verk i England och gick i flera upplagor. Särskildt upptogs hans tankar av de moderata episkopalerna i lord Falklands krets, bland andra William Chillingworth och John Hales, och av Englands mest europeiskt läste uppbyggelseförfattare före John Bunyan, Jeremy Taylor (Liberty of prophesying, 1646). De upprepade alla Acontius huvudtankar, fast de gav staten större inflytande i religionssaker. Deras latitudinarism är ett något avkortat arv från Acontius. Men inte enbart i anglikanska kyrkan utan även i independentismen satte han spår. Det var den radikale independenten John Goodwin, som översatte Acontius och som gjorde den fulla religionsfrihetens krav till det för independentismen särskiljande emot alla andra riktningar i England (A reply, 1647). I viss mån går också Acontius igen i Oliver Cromwells kyrkoordning 1657. På Acontius byggde skotten Johannes Duræus sin även till Sverige utsträckta verksamhet. Puritanen Richard Baxter har i sina uppbyggelseskrifter bland annat övertagit åtskillnaden mellan väsentliga och icke-väsentliga läror. På många olika vägar hade Acontius läror alltså nått 1900-talet innan ursprunget till dem återupptäcktes. En kritisk upplaga av Stratagemata och Acontius brev utgavs av Walther Köhler 1927.